# Tassin-la-Demi-Lune
Tassin-la-Demi-Lune es un municipio francés que pertenece a la aglomeración urbana de Lyon, ubicado en la región de Auvernia-Ródano-Alpes. Se encuentra localizado a las afueras del Oeste de Lyon. A sus habitantes se les llama Tassilunois.

## Geografía

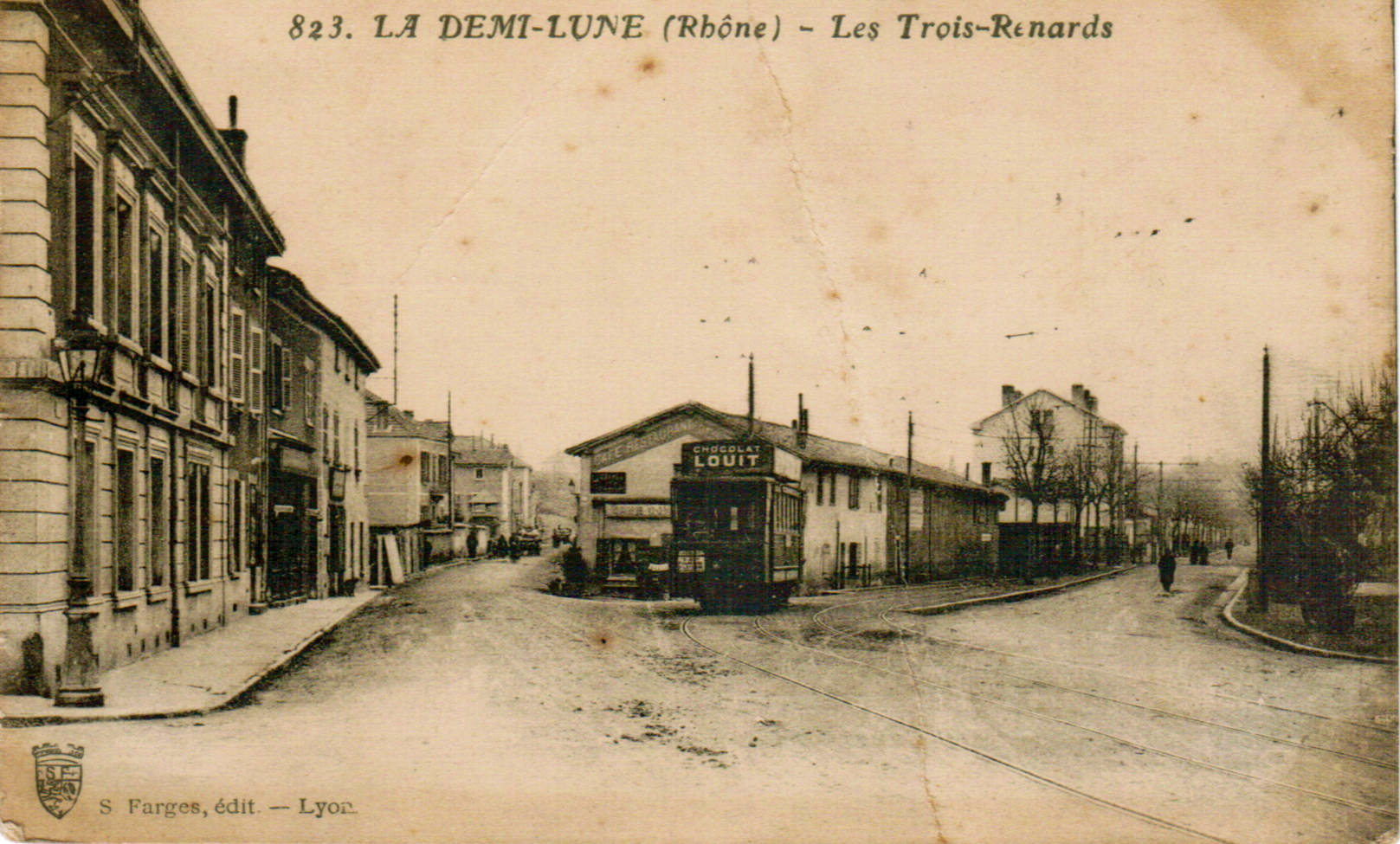
Los « Tres-Zorros » désigna el final de la línea 5 de los antiguos tranvías de Lyon, el OTL.

El municipio de Tassin-la-Demi-Lune está ubicado a las afueras del oeste de liones y forma parte de la aglomeración urbana de Lyon.
Cuatro estaciones de tren, Écully-la-Demi-Lune, Tassin, Alaï y Le Méridien, la comunican con el resto del país. 
Varias líneas de autobuses conectan el municipio a la estación de metro Gorge de Loup (línea D) en Lyon : las líneas frecuentes C21, C24 y C24E, las líneas complementarias 14, 45, 65, 72, 73, 73.º, 86 y 98 y las líneas départementales #2.ºx y 142. Las líneas 5 y 55 comunican igualmente el municipio a otras estaciones de metro.